# سیارک ۲۴۲۷۸
سیارک ۲۴۲۷۸ (به انگلیسی: 24278 Davidgreen، نامگذاری:1999XZ170) بیست و چهار هزار و دویست و هفتاد و هشتمین سیارک کشف شده‌است که در ۱۰ دسامبر ۱۹۹۹ کشف شد.
قدر مطلق سیارک برابر ۱۷.۰ است.